# Camchaya
 Camchaya  Gagnep., 1920 è un genere di piante angiosperme dicotiledoni della famiglia delle Asteraceae.

## Etimologia
Il nome scientifico del genere è stato definito per la prima volta dal botanico François Gagnepain (1866-1952) nella pubblicazione " Notulae Systematicae. Herbier du Muséum de Paris. Phanérogramie. Paris" ( Notul. Syst. (Paris) 4: 14) del 1920.

## Descrizione

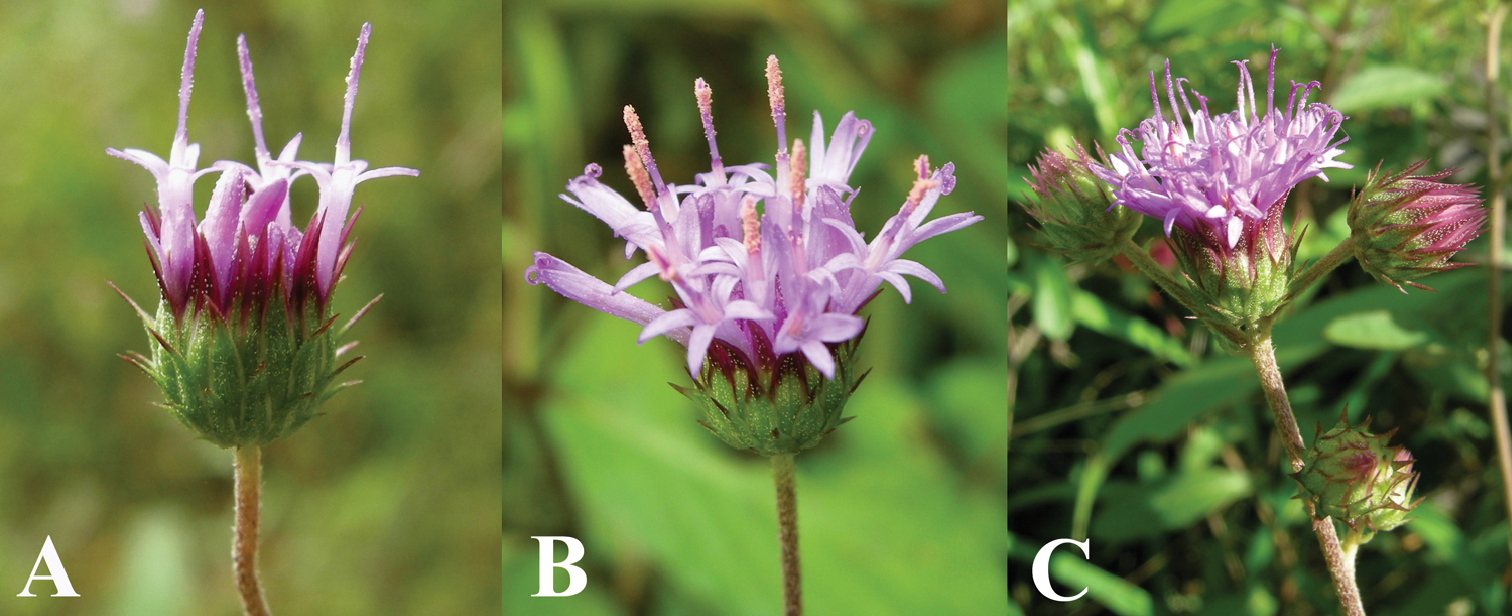
Infiorescenza
Camchaya thailandica

Le piante di questa voce hanno un habitus prevalentemente erbaceo con cicli biologici annuali. La superficie può essere ricoperta da peli semplici o a forma di "T" o globosi-ghiandolosi sessili.
Le foglie lungo il fusto sono disposte normalmente in modo alterno e picciolate. La lamina è intera e in genere ha la forma da ovata a lanceolata con apici da acuti a acuminati e base attenuata nel picciolo. La consistenza è cartacea. I margini sono seghettati. La superficie è pubescente per peli e ghiandole. Le venature sono pennate.
Le infiorescenze (panicolate o corimbose) sono formate da pochi capolini omogami e discoidi, peduncolati terminali o ascellari. La struttura dei capolini è quella tipica delle Asteraceae: un peduncolo sorregge un involucro da campanulato a emisferico composto da 20 - 130 brattee disposte su 3 - 6 serie embricate che fanno da protezione al ricettacolo sul quale s'inseriscono i fiori di tipo tubuloso. Le brattee dell'involucro sono persistenti con una consistenza erbacea e forme da ovate a lanceolate con apici appuntiti e margini setolosi. Il ricettacolo, piatto e faveolato, è sprovvisto di pagliette (ricettacolo nudo).
I fiori, da 12 a 130 per capolino, sono tetra-ciclici (ossia sono presenti 4 verticilli: calice – corolla – androceo – gineceo) e pentameri (ogni verticillo ha in genere 5 elementi). I fiori sono inoltre ermafroditi e actinomorfi (raramente possono essere zigomorfi).
- Formula fiorale:

*/x K {\displaystyle \infty }, [C (5), A (5)], G 2 (infero), achenio
- Calice: i sepali del calice sono ridotti ad una coroncina di squame.
- Corolla: il colore delle corolle è porpora, viola o bianco. La superficie è pubescente-ghiandolosa. La forma in genere è tubulosa, slanciata e campanulata. I lobi sono 5 a forma triangolare o lineare-lanceolata.
- Androceo: gli stami sono 5 con filamenti liberi e distinti, mentre le antere sono saldate in un manicotto (o tubo) circondante lo stilo.[12] Le antere, sagittate e sprovviste di ghiandole, spesso hanno delle piccole code ottuse; le appendici apicali sono simili alle code. Il polline è esaporato (con 6 aperture), echinato (con punte) e  "lophato" (la parte più esterna dell'esina è sollevata a forma di creste e depressioni)[13]; in altri casi possono essere presenti delle lacune in posizione polare.
- Gineceo: lo stilo è filiforme e privo di nodi (o eventualmente con un anello basale) con un nettario allungato o tubolare. Gli stigmi dello stilo sono due divergenti con la superficie stigmatica posizionata internamente (vicino alla base). La pubescenza è del tipo a spazzola con peli appuntiti.[14] L'ovario è infero uniloculare formato da 2 carpelli.

I frutti sono degli acheni con pappo. Gli acheni, a forma variabile da obovata a oblungo-obovoidi e compressi, hanno 5 - 10 coste con la superficie sericea con ghiandole. All'interno si può trovare del tessuto di tipo idioblasto (poco) e rafidi di tipo corto-romboidale; non è presente il tessuto tipo fitomelanina. Il "carpopodio" (carpoforo) è assente. Il pappo, monoseriato, è formato da 10 corti decidui segmenti oppure è a forma di corona (può essere assente).

## Biologia
- Impollinazione: l'impollinazione avviene tramite insetti (impollinazione entomogama tramite farfalle diurne e notturne).
- Riproduzione: la fecondazione avviene fondamentalmente tramite l'impollinazione dei fiori (vedi sopra).
- Dispersione: i semi (gli acheni) cadendo a terra sono successivamente dispersi soprattutto da insetti tipo formiche (disseminazione mirmecoria). In questo tipo di piante avviene anche un altro tipo di dispersione: zoocoria. Infatti gli uncini delle brattee dell'involucro si agganciano ai peli degli animali di passaggio disperdendo così anche su lunghe distanze i semi della pianta.

## Distribuzione e habitat
La distribuzione delle piante di questa voce è relativa all'Asia orientale (Tailandia, Laos, Cambogia, Vietnam e Cina).

## Tassonomia
La famiglia di appartenenza di questa voce (Asteraceae o Compositae, nomen conservandum) probabilmente originaria del Sud America, è la più numerosa del mondo vegetale, comprende oltre 23.000 specie distribuite su 1.535 generi, oppure 22.750 specie e 1.530 generi secondo altre fonti (una delle checklist più aggiornata elenca fino a 1.679 generi). La famiglia attualmente (2021) è divisa in 16 sottofamiglie.

### Filogenesi
Le specie di questo gruppo appartengono alla sottotribù Linziinae descritta all'interno della tribù Vernonieae Cass. della sottofamiglia Vernonioideae Lindl.. Questa classificazione è stata ottenuta ultimamente con le analisi del DNA delle varie specie del gruppo. Da un punto di vista filogenetico in base alle ultime analisi sul DNA la tribù Vernonieae è risultata divisa in due grandi cladi: Muovo Mondo e Vecchio Mondo. I generi di Linziinae appartengono al subclade relativo all'Africa e Asia (con alcune eccezioni: Cuba e Australia).
La sottotribù, e quindi i suoi generi, si distingue per i seguenti caratteri:
- le brattee involucrali sono provviste di spicole ai margini;
- le setole del pappo sono appiattite;
- il polline è "lophato" e tricolporato e a volte non è echinato;
- nel polline i tipi "lophati" hanno una organizzazione radialmente simmetrica con disposizione regolare.

In precedenza la tribù Vernonieae, e quindi la sottotribù (Linziinae) di questo genere, era descritta all'interno della sottofamiglia Cichorioideae. La costituzione di questo gruppo è relativamente recente (2009); in precedenza tutti i generi della sottotribù erano descritti all'interno della sottotribù Centrapalinae. Nell'ambito della tribù Linziinae occupa, da un punto di vista filogenetico, una posizione abbastanza "basale" insieme alle sottotribù Erlangeinae e Gymnantheminae.
I caratteri distintivi per le specie di questo genere ( Camchaya) sono:
- gli steli sono ricoperti da peli semplici o a forma di "T";
- il pappo è formato da una corona di lobi o corti decidui segmenti;
- gli acheni hanno delle forme obovate e sono privi di carpoforo;
- il polline è esaporato.

La posizione di questo genere è controversa. Mentre la pubblicazione "Systematics, Evolution, and Biogeography of Compositae" propone Camchaya all'interno della sottotribù Linziinae, un successivo studio sulle vernonie tailandesi propone (sebbene con alcune riserve) di descrivere il genere di questa voce all'interno della sottotribù Centrapalinae.

### Elenco delle specie
Questo genere ha 9 specie:
- Camchaya calcicola Kitam.
- Camchaya gracilis  (Thorel ex Gagnep.) Bunwong & H.Rob.
- Camchaya kampotensis  Gagnep.
- Camchaya konplongensis  Bien
- Camchaya loloana  Dunn ex Kerr
- Camchaya pentagona  H.Koyama
- Camchaya spinulifera  H.Koyama
- Camchaya tenuiflora  Kerr
- Camchaya thailandica  Bunwong, Chantar. & S.C.Keeley

### Sinonimi
Sono elencati alcuni sinonimi per questa entità:
- Iodocephalus Thorel ex Gagnep.
- Thorelia  Gagnep.
- Thoreliella  C.Y.Wu